# Bete-ombro

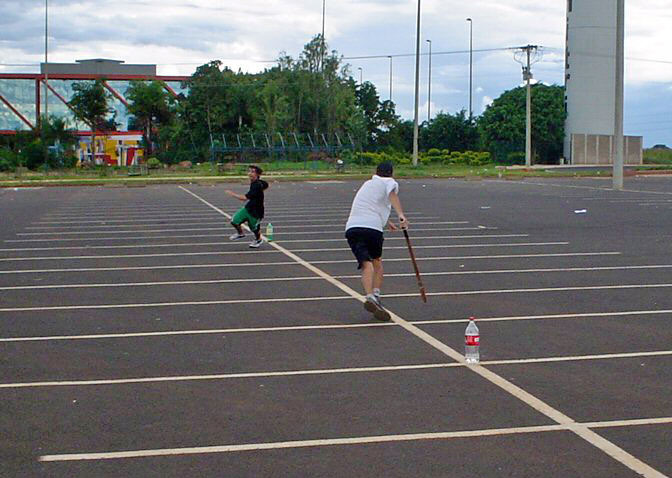
Jogadores de bete-ombro com garrafas plásticas representando os wickets.

O bete-ombro, também conhecido como bete, bets, tacobol, bets-lombo, taco, jogo de taco ou pau na lata, é um esporte que descende do críquete. O objetivo principal do jogo para a equipe rebatedora é fazer pontos cruzando os tacos no meio do campo, enquanto para a equipe lançadora é tentar derrubar um dos alvos da equipe adversária, assim se trocando de posição com a equipe lançadora. Existem várias versões sobre a origem do taco. Uma é que o jogo foi criado por jangadeiros no Brasil durante o século XVIII; outra é que ele era praticado por ingleses que jogavam críquete nos porões do navio durante suas viagens pelos oceanos. Uma possível origem do nome betes seria quando a expressão "at bat". Para "bente-altas", como é chamado em partes de Minas Gerais, a expressão seria derivada de "bat's out". 
O certo é que a expressão inglesa bet on bro (de i bet on brother) significa aposto no irmão que no caso é o companheiro de equipe de quem brada advertência. 

## O jogo

### Equipamento
Para jogar betes, são necessários dois tacos, dois alvos e uma bola pequena. Os tacos, também chamados de bets, são geralmente feitos de madeira e são planos, seu tamanho varia, tendo aproximadamente entre 70 e 80 cm de comprimento. Os alvos são constituídos de um tripé de madeira que é facilmente derrubado com o impacto da bola. Popularmente os alvos de madeira são substituídas por garrafas ou latas em caso de perda ou desgaste do material. A bola é feita de borracha e tem o tamanho próximo ao da bola de tênis. Assim como os alvos pode ser substituídos por objetos do cotidiano, a bola pode ser trocada por uma bola de tênis ou uma "bola de meia". Não existe equipamento de proteção próprio para este esporte.

### Campo
Não existe tamanho padrão para o campo, podendo esse possuir ou não limites. É comum que o campo tenha dimensões delimitadas por obstáculos físicos, que dificultariam o jogo desnecessariamente, como muros e rios. O terreno do campo pode variar dependendo da localização, sendo comum o esporte ser praticado na grama, asfalto e areia.
Na região central do campo se dispõem as bases, distantes uma da outra. A distancia entre base varia conforme o campo, normalmente sendo entre 2 e 10 metros. No centro da base é colocado o alvo. Existem regiões onde é desenhado uma circunferência de 60 centímetros de diâmetro em volta do alvo para indicar a base.

### Jogadores
Este jogo é praticado por duas duplas, sendo que uma detém os tacos (os rebatedores) e a outra a bola (os lançadores). Cada rebatedor fica posicionado perto de um alvo, com o taco tocando o chão dentro da base. Esta posição é referenciada como "taco no chão". Os lançadores se posicionam fora do espaço entre as bases, normalmente atrás dos alvos. Eles podem entrar no espaço entre as bases para pegar a bola, mas os lançamentos devem sempre ser efetuados de trás da base de seu lado do campo.

### Desenvolvimento do jogo
A dupla de lançadores tem por objetivo derrubar o alvo do lado oposto do campo através do lançamento da bola. Ao conseguir derrubar o alvo adversário, alternam-se os papéis, os lançadores tornam-se rebatedores, conquistando a oportunidade de pontuar, e os rebatedores tornam-se lançadores.
A dupla de rebatedores procura defender o alvo dos arremessos adversários, podendo rebater a bola o mais longe possível. Quando a bola é rebatida, um dos arremessadores deve pegar a bola e voltar para trás do alvo, continuando o jogo. Durante o tempo em que a dupla adversária corre atrás da bola, a dupla de rebatedores pode alternar de lado no campo, batendo os tacos no meio da quadra, para marcar o ponto, e encostando o taco na base oposta. Pode se repetir o processo até que um arremessador volte para trás do alvo com a bola. Se os lançadores chegarem antes dos rebatedores na base, podem tentar atingir o alvo com a bola.

## Regras
Entre as regras mais comuns estão:
1. Enquanto um rebatedor mantiver o taco encostado na área da base, a base está "protegida", impedindo o lançador que está atrás da base de derrubar este alvo. Tirar o taco da área da base enquanto a bola não for arremessada permite que o lançador derrube o alvo de seu próprio lado do campo usando a bola.[3]
2. Quando os lançadores derrubam o alvo o jogo para e as equipes trocam os papéis.[3]
3. O jogo acaba quando uma das duplas conseguir marcar um determinado número de pontos, e cruzar os tacos no meio do campo. A contagem final é geralmente de 10 pontos, ou 5 pontos para jogos mais curtos. Em algumas regiões cada ponto ou corrida equivale a 2 ou 10 pontos e a pontuação necessária para a vitória sobe para 12 ou 24 e 100 pontos.[3]
4. Você pode tirar o taco do chão desde que peça licença para realizar essa ação.[3]
5. Quando o jogador pegar a bola no alto sem ela quicar no chão, os adversários perdem o taco ou perdem o jogo (dependendo das regras combinadas).[3]
6. Regra da Vitória. A regra consiste em pegar a bola rebatida no ar e dá vitória automática à dupla de lançadores.[4]
7. Se a bola rebatida cair em local de difícil acesso (pátio de prédio com portão trancado ou com cão ou ainda terreno baldio com mato fechado), a dupla de rebatedores só poderá marcar pontos até que a outra dupla grite "pátio" ou "bolinha perdida" e haja, claro, comum acordo quanto à dificuldade de acesso. Em geral, quando a bola é isolada a um local de difícil acesso, a dupla de rebatedores ganha pontos adicionais por causa da interrupção ou até mesmo decreta-se sua vitória.[4]

## Regionalidades
Como o esporte é amplamente difundido entre diversas regiões , é inevitável que exista discrepância entre as regras de uma região para outra,alguns exemplos são:

### Quem começa no taco
Para decidir quem começa com os tacos, pode-se tirar "par ou ímpar", ou "molhado ou seco" (onde um dos participantes molha um lado do taco e deixa o outro lado seco, cada time escolhe se quer molhado ou seco, e joga-se o taco para cima para saber quem começa). No interior de São Paulo também é utilizado o "último palmo". Para este artifício, basta pegar um dos tacos e um integrante de cada dupla. Um por vez deve fechar a mão em volta do taco, uma mão em cima da outra. O integrante que conseguir segurar o taco por último, não dando chances para o adversário segura-lo mais, deve balança-lo, como se fosse um pêndulo, para o lado por 10 segundos utilizando apenas a mão que segura o taco da maneira em que o obteve direito. Se conseguir ficar os 10 segundos, a dupla começa com os tacos.
A contagem de pontos pode ser feita de 10 em 10, com o máximo de pontos sendo 100, ou menos, ou até mais, e quando os rebatedores completam o máximo de pontos, e rebatem a bola, eles devem cruzar os tacos e ficar de pé sobre eles, e os lançadores devem tentar queimá-los antes de cruzarem os tacos, se não terá de lançar a bola de onde ela parou, com a finalidade de acertar os rebatedores que estarão de pé em cima dos tacos, se acertarem o jogo continua, e os rebatedores perdem 50, mas continuam rebatendo, porém se o lançador errar, seu time perde.

### Regra da Vitória
Também conhecida como "Pedro Vitória", "Maria Vitória", "contar vitória", "vitória 1, 2, 3" ou simplesmente "vitória". No interior de São Paulo, quando a equipe consegue apanhar a bola no ar, deve gritar "vitória bete, entregue o taco", porém a equipe da bola não recebe a vitória e sim, somente o taco para continuar a jogar. No interior de Goiás esse artifício é conhecido como "caju". No sul de Minas Gerais, era também popular a palavra-chave "escabada", onde a equipe jogando atrás da casinha ao espalmar ou pegar a bola no ar, deve gritar "Vitória Escabada!" e assim ter o direito de pegar o taco (ou bet como é chamado em Minas Gerais).
E em muitos lugares de São Paulo a dupla que pegar a bolinha no alto além de ganhar a posse do taco, ganha também 2 pontos, assim como o "cruza", cada cruzada de taco que a dupla rebatedora conquista, ganha 2 pontos.
No Distrito Federal, mais precisamente na cidade de Sobradinho, é aceito como regra de vitória total à dupla cujo lançador conseguir pegar a bola no ar, sem deixar que a mesma escape e toque ao chão. Esta regra também é muito usada no Paraná, principalmente em Curitiba e em Cascavel, em Fortaleza, e também em algumas partes do Rio Grande do Sul.
O jogo encerra-se imediatamente após o cruzamento dos tacos mesmo que o lançador já tenha lançado a bola e esta derrube a casinha.

### Regra da reta
Se a bolinha for rebatida e não passar da casinha do outro rebatedor, ou seja, ficar entre as duas casinhas os lançadores podem pedir "reta" ou "tudo": O que arremessou a bola pode pegar a bolinha e arremessar de onde ela parou. Se antes disso o rebatedor pedir "nada", o arremessador terá que pegar a bola e voltar para trás da base e lançar a bola normalmente.

### Regra da lancha (ou carne)
Se o rebatedor do lado oposto do lançador encostar na bolinha com o pé (ou outra parte do corpo) conta "uma na lancha".Também pode ser chamado de "shot" ("um/uma shot", "2 shot", "3 shot"), e se a bola atingir e machucar o rebatedor, a vítima pode ter um tempo de recuperação ou descanso infinito, ou finito, dependendo a regra.
Se os rebatedores marcarem "3 na lancha" eles perdem os tacos. No Paraná, principalmente no sudoeste do estado, se for marcado "3 na lancha" a equipe não perde os tacos, perdem apenas 4 pontos.
Uma estratégia usada para conseguir os tacos é em vez de tentar acertar a casinha tentar acertar o rebatedor com um tiro direto. Esta estratégia tem a desvantagem de facilitar uma rebatida. No sul, principalmente no Rio Grande do Sul, existe ainda uma variação em que se a bola toca no pé do rebatedor é cobrada uma espécie de pênalti, onde o arremessador pode tentar acertar a casinha a alguns passos de distância do rebatedor.
Às vezes, ainda se a bolinha encostar no rebatedor, seja ele, o oposto ou o que está rebatendo, os batedores podem até perder o taco.

### Regra do "pra trás"
Se a bolinha encostar no taco e for para trás do círculo do rebatedor, é contado "uma para trás".
Quando for contado "3 para trás" os rebatedores perdem os tacos.
Se a dupla estiver com duas para trás, por exemplo, e marcar pontos, são descontadas as vezes que a bolinha foi para trás.
Exemplo: se a dupla estava com 10 pontos e marcou mais 2 e tinham duas para trás, as vezes que foi para trás contam como 12 pontos e nenhum para trás.
Quando os batedores estiverem com 24 pontos e fizer 3 para trás, os batedores perdem os tacos, assim os rivais vão para os tacos.

### Pedido detime, tempo ou "bete morto"
No interior de São Paulo, o jogo só pode ser paralisado se houver pedido de tempo, ou time (em inglês), também conhecido como "licença bets" ou "bets-tempo", como também "bets-empacotado" e "licença para um". Caso contrário, os jogadores podem derrubar a casinha adversária se um dos jogadores se ausentar da partida sem solicitar time. No sudoeste do Paraná, também é conhecido como "frio-bets".
Time-para-dois é a expressão utilizada quando é necessário pausar o jogo. Assim que for solicitado o Time-para-dois, conta-se até 100. Se o jogador ausente não voltar nesse período, os adversários podem começar a contar os betes até que o jogador volte. Quando uma dupla solicita time-para-dois, ele recebe "uma para trás". Em Brasília, chama-se LB2("licença bet dois").
Em Vicentinópolis SP, diz-se "Licença para 1", ou "Pra 1", "Licença para 2", ou "Pra 2".
No Rio de Janeiro, a regra de descanso é falado "taco-para-dois" se for para os dois jogadores ou todos eles, e "taco-para-um" se só for um jogador com o taco.
Na Bahia, para pausar o jogo é dito "Licença bets", não tem contagem de tempo, na maioria das vezes a pausa do jogo é solicitada quando o taco quebra, escapole ou algo que impeça o andamento da partida aconteça(como sumir a bola).

### Regras Diversas
Quando a bola tocar no taco e ela for para trás é contado "uma para trás". Caso isso ocorra três vezes seguidas, perde-se a posse dos tacos.
Ao chegar no limite dos pontos, dependendo das regras, não se tem trás, sendo assim permitido rebater para trás na pontuação máxima.
Se o time que estiver com a pontuação máxima e perder o taco, a contagem dos pontos da dupla cai para a metade.
Quando atingir os pontos necessários deverá derrubar a casinha em que seu parceiro está e cruzar os tacos. Mas se você estiver usando garrafas ou algo que pode ser destruído não é obrigatório "estourar" ou "derrubar" o objeto em questão.

## Na cultura
Uma expressão comum no estado do Paraná é "largar os betes" ou "entregar os betes", que significa desistir de algo ou indignação. Por exemplo: "Se Tropa de elite não ganhar o Oscar, bom, aí eu largo os betes."